# Lac Tilicho
Le lac Tilicho est un des lacs les plus hauts du monde. Il se situe à 4 919 m d'altitude dans la région des Annapurna dans le massif de l'Himalaya au Népal. Il a été découvert par l'expédition d'alpinisme française de 1950 à l'Annapurna, qui effectuait alors une reconnaissance pour trouver les voies d'accès vers le sommet. Les cartes de la région, encore très sommaires, ont ensuite été redessinées et fait apparaître le lac.
Le trek du tour des Annapurnas passe en général de Manang à Kali Gandaki par le col Thorong, mais une autre route, passant par le lac Tilicho, devient plus populaire.

## Images

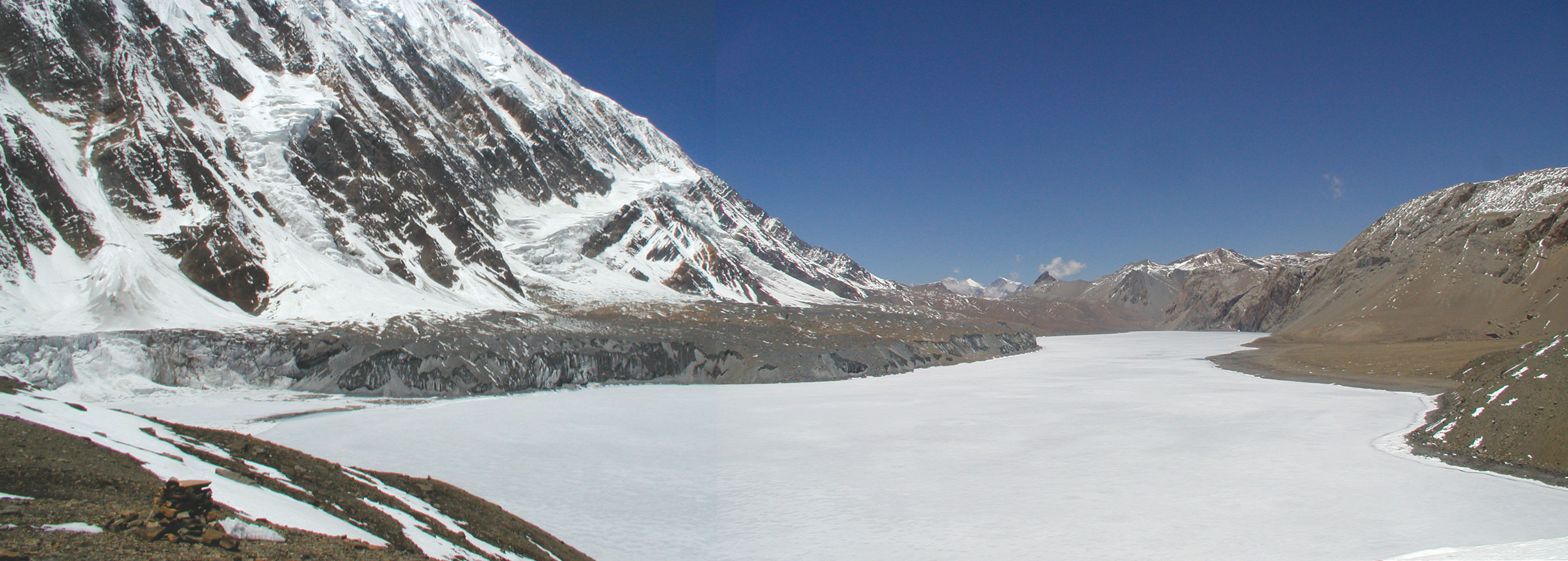
Lac Tilicho, en avril 2004
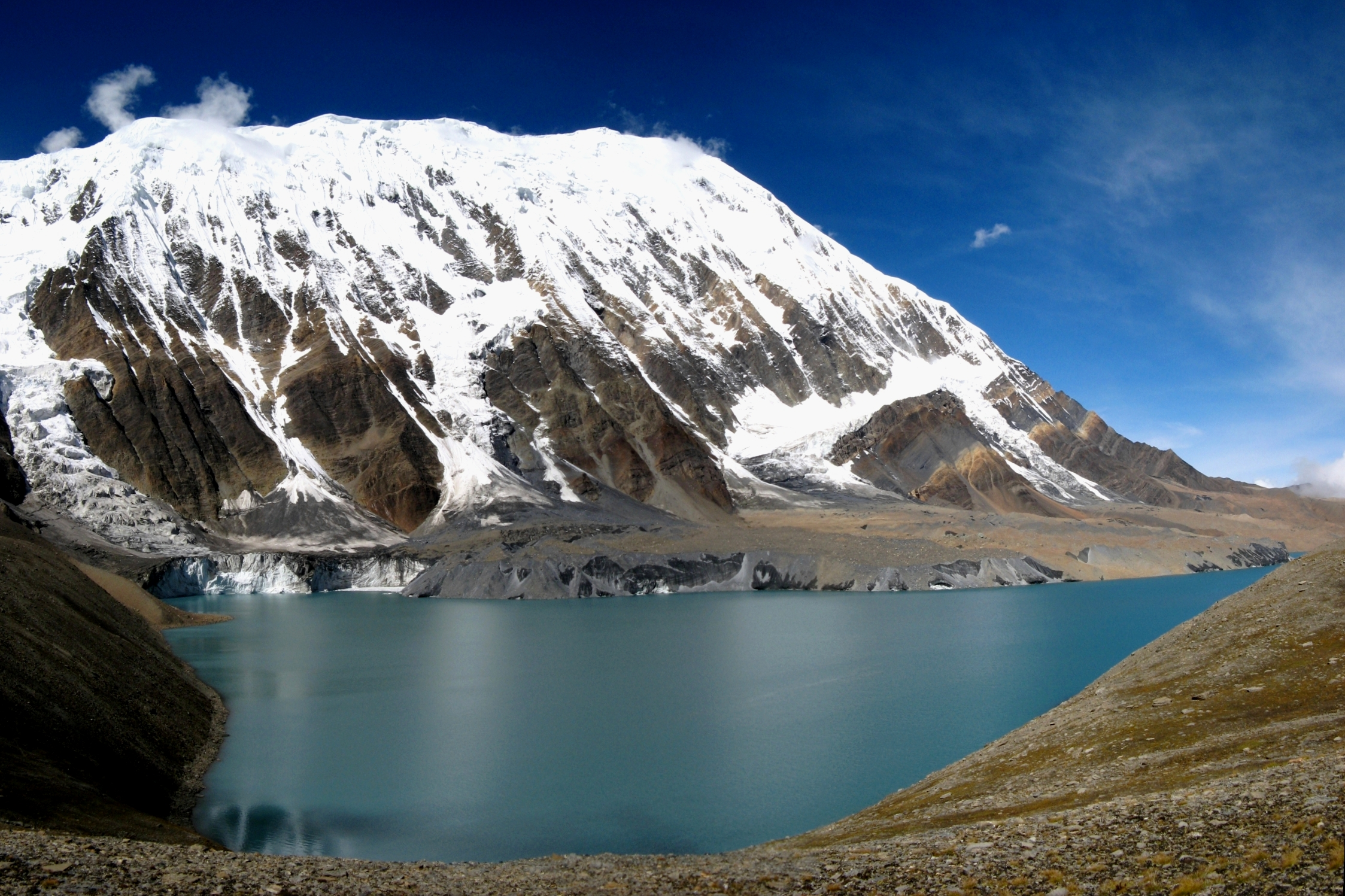